# Сейни
Сѐйни (на полски: Sejny; на литовски: Seinai) е град в Североизточна Полша, Подляско войводство. Административен център е на Сейнински окръг, както и на селската Сейнинска община, без да е част от нея. Самият град е обособен в самостоятелна градска община с площ 4,49 км2. Към 2010 година населението му възлиза на 5 707 души.